# 丹山高速公路
丹凤至山阳高速公路，简称丹山高速，是中国国家高速公路网联络线丹宁高速公路（G4015）的重要路段，也是陕西省“2367”高速公路网十八条联络线之一“丹宁线”的组成部分，原为陕西省级高速公路，编号“S30”。线路起于商洛市丹凤县竹林关镇，设枢纽立交与沪陕高速公路商州至马安石段相接，经土门镇、山阳县银花镇、中村镇，止于高坝店镇，设高坝南枢纽立交与福银高速公路相接。全长38.521公里，设计时速100公里，双向四车道，路基宽度26米。项目业主为陕西丹宁东高速公路有限公司，采用PPP模式实施，投资总概算61.396亿元人民币，于2021年9月15日正式开工建设。

## 工程规模
全线设桥梁25654.2米/33座（全幅）、隧道4882.34米/10座（双洞）、竹林关枢纽互通设D匝道隧道1065米/1座。新建竹林关西、土门、银花、洛峪、高坝南（枢纽）互通立交5处、并改建沪陕高速公路竹林关互通立交为枢纽立交，设监控通信分中心1处、收费站4处、养护工区1处、隧道管理站1处、服务区1处、交警营房1处。桥涵设计汽车荷载采用公路-Ⅰ级，其余各项主要技术指标执行《公路工程技术标准》（JTGB01-2014）。

## 建设历程
- 2019年1月10日，丹凤至山阳高速公路项目正式入围金砖国家新开发银行贷款2018-2019年备选项目规划，争取低息贷款4亿美元（折合人民币约28亿元），贷款期限长达25年，是商洛市争取国外贷款规模最大的单体项目[6]。
- 2019年10月9日，中标结果公告显示，丹（凤）宁（陕）高速公路丹凤至山阳段，由陕西交通公路设计研究院中标勘测设计，甘肃省交通规划勘察设计院中标双院制技术咨询[7]。
- 2019年12月，商洛市生态环境局对丹宁高速公路丹凤至山阳段环境影响评价报告书进行批复，同意建设[1]。
- 2021年1月27日，陕西省发展和改革委员会以陕发改基础〔2021〕137号文件批复同意丹凤至山阳高速公路初步设计[5]。
- 2021年4月29日，以陕西省交通建设集团为牵头人的联合体，中标丹凤至山阳高速公路工程PPP项目[8]。
- 2021年7月29日，四家公司被确定为丹凤至山阳高速公路工程施工监理及中心试验室中标人[9]。
- 2021年7月28日，丹（凤）宁（陕）高速公路丹凤至山阳段PPP项目合同在商洛市正式签约[10]。
- 2021年9月15日，丹凤至山阳高速公路正式开工建设[4]。

## 沿线设施列表
| 地区                                                                                         | 里程 | 类型   | 名称       | 连接     | 说明 |
| -------------------------------------------------------------------------------------------- | ---- | ------ | ---------- | -------- | ---- |
| 商洛市 丹凤县                                                                                | 0    | 枢纽   | 竹林关枢纽 | 商界高速 |      |
| 商洛市 丹凤县                                                                                | 4    | 出入口 | 竹林关西   | 345国道  |      |
| 商洛市 丹凤县                                                                                | 10   | 出入口 | 土门       | 204省道  |      |
| 商洛市 山阳县                                                                                | 22   | 出入口 | 银花       | 345国道  |      |
| 商洛市 山阳县                                                                                | 30   | 出入口 | 洛峪       | 345国道  |      |
| 商洛市 山阳县                                                                                | 38   | 枢纽   | 高坝南枢纽 | 商漫高速 |      |
| 1.000 英里 = 1.609 千米；1.000 千米 = 0.621 英里 并行路段 • 已关闭／取消 • 限制进入 • 未开放 |      |        |            |          |      |